# Traité de Varsovie (1705)
Pour les articles homonymes, voir Traité de Varsovie.
Le traité de Varsovie a été conclu le 28 novembre 1705 pendant la Grande Guerre du Nord. Il s'agissait d'un traité de paix et d'alliance entre l'Empire suédois et la faction du Commonwealth polono-lituanien fidèle à Stanislas Leszczynski,.

## Contexte historique
Au début de la grande guerre du Nord, Charles XII de Suède a porté la guerre sur le territoire de la république des Deux Nations, dont Auguste le Fort, électeur de Saxe, était roi depuis 1697. Cherchant à détrôner son adversaire, Charles XII parvient à faire élire son candidat Stanislas Leszczyński roi de Pologne le 12 juillet 1704. L'allié d'Auguste, Pierre le Grand, tsar de Russie, hésitait à provoquer Charles XII dans une bataille majeure à la suite de la défaite décisive que son armée avait subie à Narva en 1700. Une faction des nobles polonais et lituaniens n'a pas accepté l'élection de Leszczyński, qui avait été imposée au mépris des coutumes du Commonwealth, et ils s'organisèrent au sein d'une Confédération de Sandomir pour soutenir Auguste. Ils déclarèrent l'élection de Stanislas illégale et ses partisans hors-la-loi, déclarèrent la guerre à la Suède, et s'allièrent à la Russie en vertu du Traité de Narva.
Une première armée russo-saxo-polono-lituanienne est alors rassemblée à Polotsk, ; une deuxième armée alliée se constitue en Saxe ; et une troisième force alliée commandée par le général Otto Arnold von Paykull s'avance vers Varsovie, où Charles XII et Stanislas séjournaient. La cavalerie saxo-polono-lituanienne de Paykull atteignit la périphérie de Varsovie le 31 juillet 1705, où elle fut défaite. L'armée de Polotsk s'est vue refuser l'avance vers l'Ouest par les forces suédoises sous le commandement d'Adam Ludwig Lewenhaupt. Ainsi, Leszczyński fut couronné roi de Pologne à Varsovie le 4 octobre 1705, et la Suède et la faction du Commonwealth représentée par Leszczyński signèrent le traité de Varsovie le 28 novembre.

## Termes du traité

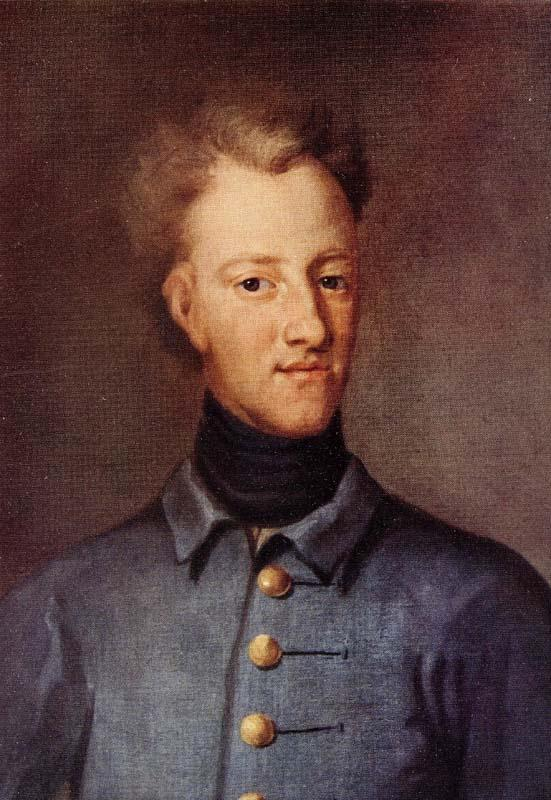
Portrait de Charles XII en 1706 par David von Krafft

La Suède fut autorisée à occuper les villes et les forteresses de la Pologne-Lituanie et à recruter des soldats sur son territoire sans restriction,. Les alliances anti-suédoises conclues par le Commonwealth furent déclarées nulles et non avenues, la Pologne ne pouvant désormais conclure des traités qu'avec l'approbation de Charles XII.
Les régions polono-lituaniennes de Courlande, de Lituanie, de Prusse royale et de Ruthénie pouvaient uniquement exporter des marchandises via le port suédois de Riga ; le port polonais de Połąga devant être abandonné,. Sur le territoire de la République, les marchands suédois bénéficiaient d'une importante exonération fiscale et du droit de s'installer et de commercer.
Le traité divisait en outre les territoires du Commonwealth alors sous occupation russe entre les parties : les régions de Smolensk et de Kiev devaient être réintégrées à la Pologne-Lituanie, tandis que la Livonie et la Courlande polonaises devaient être cédées à la Suède lors de leur reconquête.
Le traité fut en outre intégré à la Pacta conventa, ce qui signifie que tous les futurs candidats au trône polono-lituanien se devaient théoriquement de le soutenir afin de pouvoir prétendre être élus.

## Conséquences
Comme prévu, le traité a rendu impossible une réconciliation intra-polono-lituanienne des confédérations de Varsovie et de Sandomir. Au début de 1706, Auguste le Fort s'approcha de Varsovie avec une force de cavalerie et ordonna à Johann Matthias von der Schulenburg de mettre en mouvement l'armée rassemblée en Saxe en direction de la Pologne-Lituanie. Schulenburg fut intercepté et vaincu par Carl Gustav Rehnskiöld lors de la bataille de Fraustadt,. L'armée rassemblée à Polotsk avait été déplacée à Grodno, où elle a été vaincue tactiquement et forcée de se retirer vers l'Est,. Charles XII put alors occuper toute la Saxe, forçant Auguste à abandonner à la fois la couronne polonaise et ses alliés par le traité d'Altranstädt (1706),.

## Sources